# Застава Холандских Антила
Застава Холандских Антила састоји се од беле позадине, са белом водоравном и црвеном усправном пругом које се пресецају на средини заставе.
На средини је пет петокраких звезда.
Пет звезда представљају пет главних острва: Бонер, Курасао, Саба, Свети Еустахије и Свети Мартин.
Застава је задњи пут измењена 1986.
Претходна застава је имала шест звезда, а шеста звезда је представљала Арубу која се одвојила од Холандских Антила.
- Застава од 1959. до 1986.
- Застава Гувернера Холандских Антила од 1959. до 1986.
- Застава Гувернера Холандских Антила од 1986.